# Ouaklim
Ouaklim  (in arabo واكليم‎?) è un centro abitato e comune rurale del Marocco situato nella provincia di Tinghir, regione di Drâa-Tafilalet. Conta una popolazione di 11 338 abitanti (censimento 2014).